# Хезиона
Хезиона е името на две героини от древногръцката митология.

## Хезиона – дъщеря на троянския цар Лаомедонт
Първият значителен мит в който се споменава Хезиона е този на Херкулес, в който той я спасява от морско чудовище. Bсе пак, ролята ѝ става значителна много по-късно, когато тя е описана като потенциална причина за Троянската война.
След като Троя е градът, който Зевс и дъщеря му Атина обичат от все сърце, Зевс изпраща Аполон и Посейдон да помогнат на Лаомедонт да изгради стените на Троя, за да се обезопаси от врагове. Когато Аполон и Посейдон предлагат помощ, Лаомедонт обещава да им се отплати. Но въпреки това, когато работата е завършена, той отказва да плати понеже той не е знаел, че те са богове. Неблагодарността на Лаомедонт предизвиква враждебност и жлъч от страна на боговете. Като отмъщение, Атина оттегля нейната поддръжка от града, Аполон изпраща мор и чума, и Посейдон морско чудовище. Според предсказанията, Лаомедонт е бил уведомен, че може да се избегнат бедствията само ако той предложи дъщеря си като жертва на морското чудовище, така че той връзва Хезиона на скалите край морето. След като вижда това, Херкулес обещава да спаси Хезиона ако Лаомедонт му даде конете, които е получил от Зевс. Лаомедонт се съгласява да изпълни условията на този договор, и Херкулес безцеремонно убива морското чудовище. Лаомедонт отново не одържа думата си, и този път той плаща за това с живота си и живота на семейството си.  Херкулес ги убива с изключение на най-малкия син Подарк, по-късно известен като Приам, който е бил крал на Троя по време на Троянската война. Херкулес дава Хезиона на своя приятел Телеман като награда, и тя е отведена в Саламин.
След много години, Приам, след като поема Троянския престол, изпраща сина си Парис за да се моли на гърците да пуснат Хезиона обратно при семейството ѝ—молба която гърците отказват. Следователно, Парис отвлича Eлена, съпругата на Менелай, и най-красивата гръцка жена, и я отвежда в Троя. Когато гръцката експедиция пътува до Троя за да вземе Eлена обратно, Приам отказва да я върне, тъй като гърците не искали да освободят Хезиона. В този момент, всички осъзнават, че войната е неизбежна.

## Хезиона – океанида
- Хезиона е името и на една от океанидите, която била съпруга на Прометей, според Акусилай и Есхил.